# Ernest Butterworth Jr.
Ernest Butterworth Jr. (Lancashire, 8 maggio 1905 – North Hollywood, 2 maggio 1986) è stato un attore statunitense, attivo come attore bambino nel cinema muto americano dal 1916 al 1923 (tra gli 11 e i 18 anni d'età).

## Biografia
Nato in Inghilterra, Ernest Butterworth Jr., al pari dei fratelli Frank Butterworth (1903-1975) e Joe Butterworth (1910-1986), è figlio d'arte. Loro padre era l'attore Ernest Butterworth.
L'omonimia con il padre (anch'egli attivo in quegli anni nel cinema) rende difficile ricostruire gli inizi della sua carriera attoriale. Di sicuro è presente con il fratello Frank Butterworth in due cortometraggi del 1916, in ruoli che gli permettono subito di misurarsi con alcuni dei più famosi attori bambini del momento, come Gordon Griffith e Irma Sorter. Nel 1918-19 è tra i piccoli interpreti del serial cinematografico Judge Brown Series. Gli episodi, diretti da King Vidor et al., sono prodotti e scritti dal giudice Willis Brown per sensibilizzare il pubblico americano sulle problematiche della delinquenza giovanile. Dalle fonti non risulta tuttavia chiaro in quanti e quali episodi egli abbia preso parte (di sicuro pare in The Chocolate of the Gang e Tad's Swimming Hole).
Ormai adolescente, Ernest Jr. è ormai pronto ad assumere i suoi ruoli più impegnativi in lungometraggi. In The Soul of Youth (1920), al fianco di Lewis Sargent e Elizabeth Janes, affronta nuovamente il tema dell'abbandono e della delinquenza giovanili. In The Radio King (1922) è ancora un ragazzo di strada, trasformatosi in un piccolo detective. La sua carriera attoriale si conclude nel 1923 con tre cortometraggi nei quali guida un gruppo di attori bambini emergenti. Tra di loro ci sono Bonnie Barrett, Peggy Cartwright, Ben Alexander, Tommy Hicks, Jack McHugh, Richard Billings, Elmo Billings, Robert Gordon, George Ward, e suo fratello minore Joe Butterworth.
Ritiratosi dalla recitazione, Ernest Butterworth Jr. muore a North Hollywood in California nel 1986, all'età di 80 anni.

## Filmografia

### Cortometraggi
- Storming the Trenches (1916)
- Betrayed by a Camera (1916)

- Judge Brown Series, serial cinematografico in 20 episodi, regia di King Vidor (1918-19)
  - 1. Bud's Recruit (1918)
  - 2. The Chocolate of the Gang (1918)
  - 3. The Lost Lie (1918)
  - 4. Tad's Swimming Hole (1918)
  - 5. Marrying Off Dad (1918)
  - 6. The Accusing Toe (1918)
  - 7. Thief or Angel (1918)
  - 8. The Rebellion (1918)
  - 9. The Preacher's Son (1918)
  - 10. A Boy Built City (1918)
  - 11. I'm a Man (1918)
  - 12. Love of Bob (1918)
  - 13. Dog vs. Dog (1918)
  - 14. The Three Fives (1918)
  - 15. The Case of Bennie (1918)
  - 16. Kid Politics (1918)
  - 17. The Demand of Dugan (1919)
  - 18. Shift the Gear, Freck (1919)
  - 19. Gum Drops and Overalls (1919)
  - 20. Danny Asks Why (1919)

- The Yankee Spirit, regia di Norman Taurog (1923)
- Three Cheers, regia di Gilbert Pratt (1923)
- Over the Fence, regia di Earl Montgomery (1923)

### Lungometraggi
- La fortuna dell'irlandese (The Luck of the Irish), regia di Allan Dwan (1920)
- What's Your Hurry?, regia di Sam Wood (1920)
- The Soul of Youth, regia di William Desmond Taylor (1920)
- Her Mad Bargain, regia di Edwin Carewe (1921)
- The Radio King, regia di Robert F. Hill (1922)
- What a Wife Learned, regia di John Griffith Wray (1923)